# Yeshey Zimba
Lyonpo Yeshey Zimba (10 de octubre de 1952 - 9 de septiembre de 2024) fue un político de Bután. Fue Primer ministro en dos ocasiones: el primero de 2000 a 2001 y un segundo del 20 de agosto de 2004 al 5 de septiembre de 2005. En ese periodo, cada primer ministro tenía un periodo de jefatura de un año.
Completó sus estudios de instituto en el Colegio Sant Joseph de Darjeeling y se graduó en economía por la Universidad de Wisconsin–Madison.
Fue el director de la Autoridad Monetaria Real de Bután de 1998 a 2002. Posteriormente, ocupó la cartera de Ministro de Finanzas de agosto de 1998 a julio de 2003. También fue Ministro de Transporte e Industria hasta su dimisión a mediados de 2007 para participar en las elecciones generales de 2008. Después de las elecciones, fue designado Ministro de trabajo el 11 de abril de 2008.
Falleció el 9 de septiembre de 2024, un tiempo después de enfermarse.